# 화순 도장리 밭노래
화순 도장리 밭노래(和順 道莊里 밭노래)는 대한민국 전라남도 화순군에서 행해지는 농요이다. 2003년 12월 2일 화순군의 향토문화유산 제18호로 지정되었다가, 2013년 8월 5일 전라남도의 무형문화재 제51호로 승격되었다.

## 개요
'화순 도장리 밭노래'는 전남 내륙 산간지역 여성들이 밭매기를 하면서 공동으로 불렀던 노동요로 화순군 도암면 도장마을 주민들을 중심으로 전승되고 있다.

## 참고 문헌
- 화순 도장리 밭노래 - 국가유산청 국가유산포털